# Souvigné (Deux-Sèvres)
Souvigné település Franciaországban, Deux-Sèvres megyében. Lakosainak száma 858 fő (2022. január 1.). Souvigné La Mothe-Saint-Héray, Romans, Sainte-Eanne, Saint-Martin-de-Saint-Maixent és Prailles-La Couarde községekkel határos.

## Népesség
A település népessége az elmúlt években az alábbi módon változott:
| Lakosok száma | 884  | 895  | 953  | 902  | 887  | 873  | 862  | 859  | 858  |
|               | 2013 | 2015 | 2016 | 2017 | 2018 | 2019 | 2020 | 2021 | 2022 |